# 無所属クラブ (日本 2014)
無所属クラブ（むしょぞくクラブ）は、かつて存在した参議院の院内会派。
2014年11月28日に解党したみんなの党に所属していた6名の無所属議員が、同年12月18日に日本を元気にする会（2015年1月1日、政党届提出）を結成して参議院会派「みんなの党」を離脱した際、残る4名の参議院議員が結成した。

## 概要
2014年11月19日、みんなの党両院議員総会で挙手採決の結果、解党が正式決定。この時点で党所属参議院議員は12名であった。前代表の渡辺喜美衆議院議員が、三谷英弘衆議院議員、渡辺の甥の渡辺美知太郎、井上義行、薬師寺道代の各参議院議員とともに新党結成を画策するも、薬師寺が不参加を表明したため政党要件の確保が難航し断念。同月26日にこれとは別に新党結成を画策していた松沢成文、和田政宗両参議院議員が次世代の党に入党。同月28日解党した。その後も、党に所属していた参議院議員10名は無所属のまま会派「みんなの党」で活動していたが、同年12月18日、松田公太、田中茂、井上義行、行田邦子、山口和之、山田太郎の6名が参議院事務局に新会派「日本を元気にする会」の設立と会派移動を届け出ると、同日、会派「みんなの党」に残った水野賢一、中西健治、薬師寺道代、渡辺美知太郎の4名は会派名を「無所属クラブ」に変更した。
2015年1月24日召集の特別国会における第97代首相を選出するための首班指名では全員が白票を投じた。また、同日旧みんなの党会派が使用していた37番控室を、パーティションで区切り、日本を元気にする会と無所属クラブが共同で使用することとなった。
その後所属議員が数回入れ替りながらも会派としては存続し、主にみんなの党出身者や、日本を元気にする会を離脱したアントニオ猪木、希望の党の結党メンバーの細野豪志の側近であった平山佐知子など、第三極系の無所属議員の寄り合い所帯となっていた。2019年7月の第25回参議院議員通常選挙後に解散した。

## 会史
- 2014年
  - 12月18日 - 水野賢一、中西健治、薬師寺道代、渡辺美知太郎の4名が参議院会派「無所属クラブ」を結成。
- 2015年
  - 12月4日 - 水野が退会（同日付で会派「民主党・新緑風会」に入会）[8]。3名。
- 2016年
  - 2月19日 - 中西が退会（同日付で会派「自由民主党」に入会）[9]。2名。
  - 7月27日 - アントニオ猪木、行田邦子、松沢成文が入会[10]。5名。
  - 8月3日 - 渡辺が退会[11]（その後会派「自由民主党」に入会）[12]。4名。
- 2017年
  - 9月27日 - 行田、松沢の2名が希望の党の結党に参加[13]。4名。
  - 10月30日 - 行田、松沢の2名が退会し、参議院の会派「希望の党」の結成に参加[14]。2名。
- 2019年
  - 2月25日 - アントニオ猪木が退会し、国民民主党会派へ入会。同日、無所属の平山佐知子が入会。
  - 5月18日 - 薬師寺道代が同年の参院選に出馬せず、次期衆院選への公認候補予定者として自民党への入党の意向を示す[15]。
  - 7月28日 - 薬師寺の任期が満了。同30日に選挙後の新勢力での各会派の届け出が締め切られ、無所属クラブは正式に解散した[16]。

## 主な議案への賛否動向
| 内閣総理大臣指名（第188回）                   |               |        | 中西 - |        | 水野 - | 薬師寺 -        | 渡辺 - |        |
| 改正防衛省設置法（第189回）                   |               |        | 中西 ○ |        | 水野 - | 薬師寺 ○        | 渡辺 ○ |        |
| 改正個人情報保護法・マイナンバー法（第189回） |               |        | 中西 ○ |        | 水野 - | 薬師寺 ×        | 渡辺 - |        |
| 改正労働者派遣法（第189回）                   |               |        | 中西 × |        | 水野 × | 薬師寺 ×        | 渡辺 × |        |
| 平和安全法制（第189回）                       |               |        | 中西 - |        | 水野 × | 薬師寺 -        | 渡辺 × |        |
| 安倍首相問責決議案（第189回）                 |               |        | 中西 - |        | 水野 ○ | 薬師寺 -        | 渡辺 - |        |
| 改正農業協同組合法（第189回）                 |               |        | 中西 ○ |        | 水野 - | 薬師寺 ○        | 渡辺 - |        |
| 平成26年度補正予算（第189回）                 |               |        | 中西 × |        | 水野 × | 薬師寺 ×        | 渡辺 × |        |
| 平成28年度一般会計予算（第190回）             |               |        |        |        |        | 薬師寺 ×        | 渡辺 ○ |        |
| 環太平洋パートナーシップ協定（第192回）       | 猪木 -        | 行田 ○ |        | 松沢 ○ |        | 薬師寺 ○        |        |        |
| 改正国民年金法（第192回）                     | 猪木 ○        | 行田 ○ |        | 松沢 ○ |        | 薬師寺 ○        |        |        |
| 統合型リゾート整備推進法（第192回）           | 猪木 ○        | 行田 ○ |        | 松沢 ○ |        | 薬師寺 ○        |        |        |
| 平成28年度補正予算（第192回）                 | 猪木 ○        | 行田 × |        | 松沢 × |        | 薬師寺 ○        |        |        |
| 平成28年度補正予算（第193回）                 | 猪木 ○        | 行田 ○ |        | 松沢 ○ |        | 薬師寺 ○        |        |        |
| 改正組織犯罪処罰法（第193回）                 | 猪木 -        | 行田 ○ |        | 松沢 ○ |        | 薬師寺 ○        |        |        |
| 内閣総理大臣指名（第195回）                   | 猪木 安倍晋三 |        |        |        |        | 薬師寺 安倍晋三 |        | [ 17 ] |